# Bärebergs församling
Bärebergs församling var en församling i Skara stift och i Essunga kommun. Församlingen uppgick 2002 i Främmestad-Bärebergs församling. 

## Administrativ historik
Församlingen har medeltida ursprung. 
Församlingen var till 1646 annexförsamling i pastoratet Tengene, Trökörna, Hyringa, Malma, Längnum, Främmestad och Bäreberg. Från 1646 till 2002 moderförsamling i pastoratet Främmestad och Bäreberg. Församlingen uppgick 2002 i Främmestad-Bärebergs församling.

## Kyrkor
- Bärebergs kyrka